# Jeżówka (roślina)

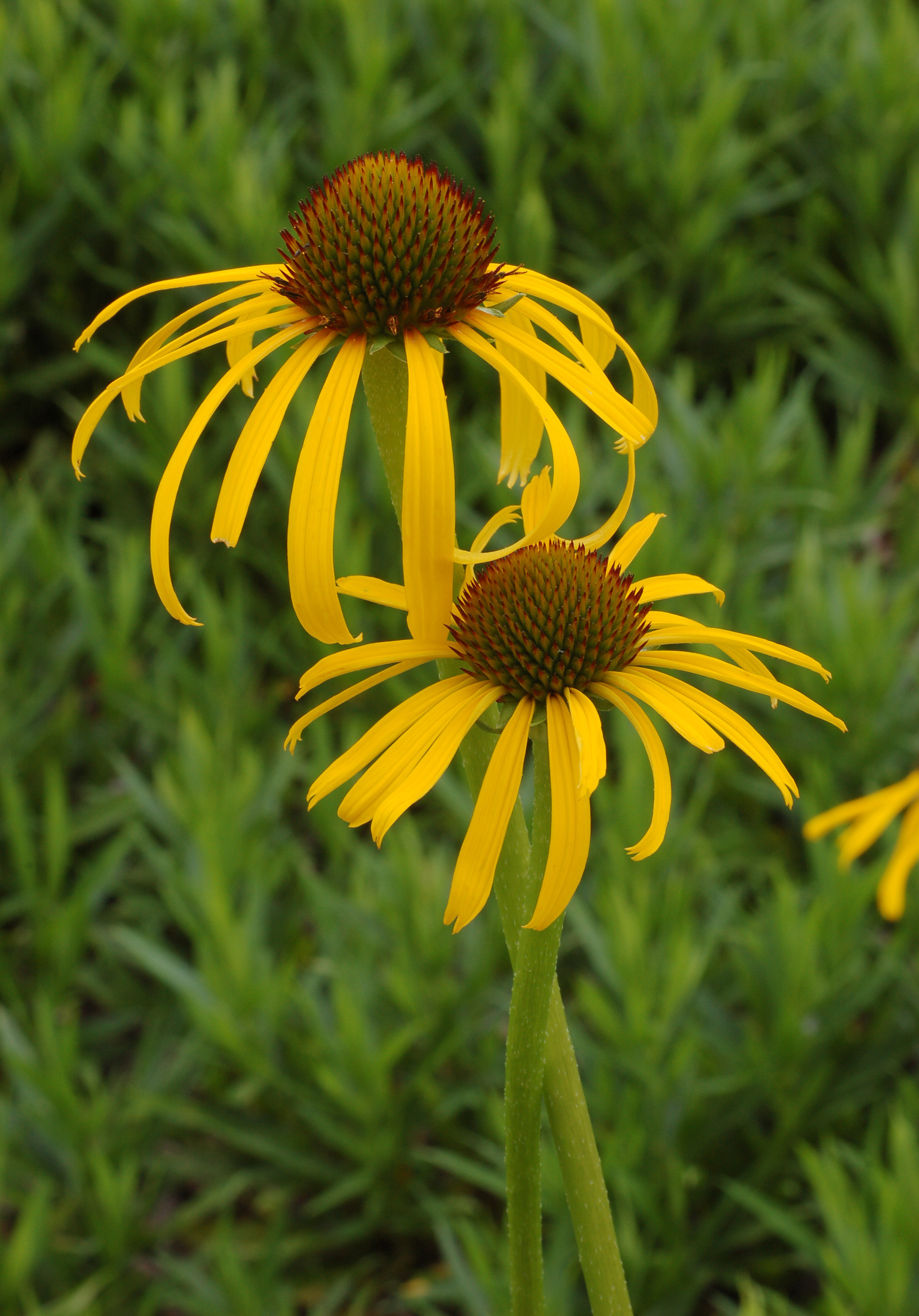
Echinacea paradoxa

Jeżówka (Echinacea Moench) – rodzaj roślin z rodziny astrowatych. Należy do niego 9 gatunków. Rośliny te występują naturalnie w Ameryce Północnej w południowej Kanadzie oraz w środkowej i wschodniej części Stanów Zjednoczonych. Zasiedlają suche i mokre siedliska w obrębie prerii. Jako introdukowane rosną w Ameryce Środkowej i Południowej, w Europie i Azji. W Polsce spotykane tylko w uprawie.
Jeżówka purpurowa E. purpurea jest ceniona jako roślina ozdobna i lecznicza. Grube kłącza jeżówek są jadalne.
Nazwa naukowa utworzona została z greckiego słowa echinos znaczącego „jeż” w nawiązaniu do kolczasto odstających listków okrywy koszyczka.

## Morfologia
Rośliny tworzące kępy z wzniesionych pędów osiągających do 2,5 m wysokości, pod ziemią z tęgimi kłączami. Liście pojedyncze, naprzemianległe, odziomkowe i łodygowe. Kwiaty zebrane w pojedyncze koszyczki na szczytach pędów. Brzeżne kwiaty języczkowe sterylne, o koronach przeważnie purpurowych lub różowych. Kwiaty rurkowe pomarańczowo-brązowe. Owocami są niełupki z puchem kielichowym zredukowanym do 4 krótkich ząbków.

## Systematyka
Synonimy taksonomiczne
Brauneria Necker ex T. C. Porter et N. L. Britton, Helichroa Rafin
Pozycja systematyczna
Rodzaj z plemienia Heliantheae w podrodzinie Asteroideae z rodziny astrowatych Asteraceae.
Wykaz gatunków
- Echinacea angustifolia DC. – jeżówka wąskolistna
- Echinacea atrorubens (Nutt.) Nutt.
- Echinacea laevigata (C.L.Boynton & Beadle) S.F.Blake
- Echinacea pallida (Nutt.) Nutt. – jeżówka blada
- Echinacea paradoxa Britton
- Echinacea purpurea (L.) Moench – jeżówka purpurowa
- Echinacea sanguinea Nutt.
- Echinacea simulata McGregor
- Echinacea tennesseensis (Beadle) Small

## Uprawa
Gatunki uprawiane jako rośliny ozdobne są odporne na mróz. Nadają się na rabaty i na kwiat cięty. Wymagają stanowiska w pełnym słońcu i żyznej gleby. Wskazane jest ściółkowanie. Po przekwitnięciu kwiatostany obcina się. Rozmnażane są przez podział albo przez sadzonki. Źle znoszą przesadzanie.